# ماریونا ریباس
ماریونا ریباس (اسپانیایی: Mariona Ribas‎؛ زادهٔ ۱۸ ژوئن ۱۹۸۴) بازیگر اهل اسپانیا است. وی یادگیری موسیقی و رقص را از سنین نوجوانی آغاز نمود و نخستین حضور حرفه‌ای‌اش در تلویزیون در سن ۱۵ سالگی بود.
از فیلم‌ها یا مجموعه‌های تلویزیونی که وی در آن‌ها نقش داشته‌است، می‌توان به ببخشید اگر عشق صدایت می‌زنم، ۱۴ آوریل، جمهوری و مدرسه شبانه‌روزی اشاره نمود.